# Pamela Hartshorne
Pamela Hartshorne (nacida en Acra, Ghana) es una popular escritora británica de más de 45 novelas románticas de Mills & Boon desde 1991, bajo los seudónimos Jessica Hart, Pamela Hartshorne, Pamela Bell y Flora Harding.

## Biografía
Pamela Hartshorne nació en Acra, Ghana, de padres británicos, y residió en diversos lugares de África. Estudió en Escocia, donde su madre aún continúa viviendo. Ha viajado por Australia, Indonesia, Belice, Camerún, Argelia y Afganistán. Publicó su primer libro en 1991. 
Jessica generalmente vive en York, Inglaterra, dividiendo su tiempo entre Yorkshire y Wiltshire, donde su pareja, John, vive.

## Premios
- Christmas Eve Marriage: 2005 - Ganadora del Premio Rita a la Mejor Novela. y fue modelo y maestra

### Novelas
- The Trouble with Love (1991)
- A Sweeter Prejudice (1991)
- No Mistaking Love (1992)
- Poseidon's Daughter (1992)
- Defiant Love (1993)
- Woman at Willagong Creek (1992)
- A Sensible Wife (1993)
- The Beckoning Flame (1993)
- Oasis of the Heart (1993)
- The Right Kind of Man (1994)
- Love's Labyrinth (1994)
- Moonshadow Man (1994)
- Partner for Love (1995)
- Legally Binding (1995)
- Wife to Be (1995)
- Working Girl (1996)
- Part-time Wife (1996)
- Kissing Santa (1996)
- Bride for Hire (1997)
- Birthday Bride (1998)
- Married for a Month (1999)
- The Convenient Fiancee (1999)
- The Honeymoon Prize (2002)
- Her Boss's Baby Plan (2003)
- Christmas Eve Marriage (2004)
- Mistletoe Marriage (2005)
- Her Ready-Made Family (2006)
- Marriage Reunited (2006)
- Outback Boss, City Bride (2007)
- Barefoot Bride (2007)

### Serie Fool Stories
1. The Adventure Begins (1994)
2. Dreaming of Dreams (1995)

### Serie Love In Australia

#### Sub-Serie Outback
1. Outback Bride (1997)
2. Outback Husband (1998)

#### Sub-Serie Creek
1. Baby at Bushman's Creek (2000)
2. Wedding at Waverley Creek (2000)
3. A Bride for Barra Creek (2001)

### Serie City Brides
1. Fiance Wanted Fast! (2003)
2. The Blind-Date Proposal (2003)
3. A Whirlwind Engagemant (2003)

### Serie Multi-autor Marrying the Boss
- Temporary Engagement (1998)

### Serie Multi-autor Australians
- Inherited, Twins! (2001)
- The Wedding Challenge (2002)

### Serie Multi-autor Nine to Five
- Assignment, Baby (2001)
- Contracted: Corporate Wife (2005)
- Business Arrangement Bride (2006)

### Serie Bridegroom Boss
- Appointment at the Altar (2007)

### Antología en colaboración
- Weddings Down Under (2001) (con Helen Bianchin y Margaret Way)
- City Girls (2002) (con Liz Fielding y Penny Jordan)
- All in a Day (2005) (con Carole Mortimer y Rebecca Winters)
- Here Comes the Bride (2005) (con Rebecca Winters)
- Twins Come Too! (2006) (con Marion Lennox y Sara Wood)
- Outback Proposals (2006) (con Lindsay Armstrong y Barbara Hannay)
- Wedding Vows (2007) (con Barbara Hannay y Catherine Spencer)
- Whose Baby? (2007) (con Caroline Anderson y Lucy Gordon)
- Blind-Date Grooms (2007) (con Sara Craven y Emma Darcy)